# اسپریانا
اسپریانا (به ایتالیایی: Spriana) یک کومونه در ایتالیا است که در استان سوندریو واقع شده‌است.

## خصوصیات
اسپریانا ۸٫۲ کیلومترمربع مساحت و ۱۰۱ نفر جمعیت دارد.